# 바르네뮌데

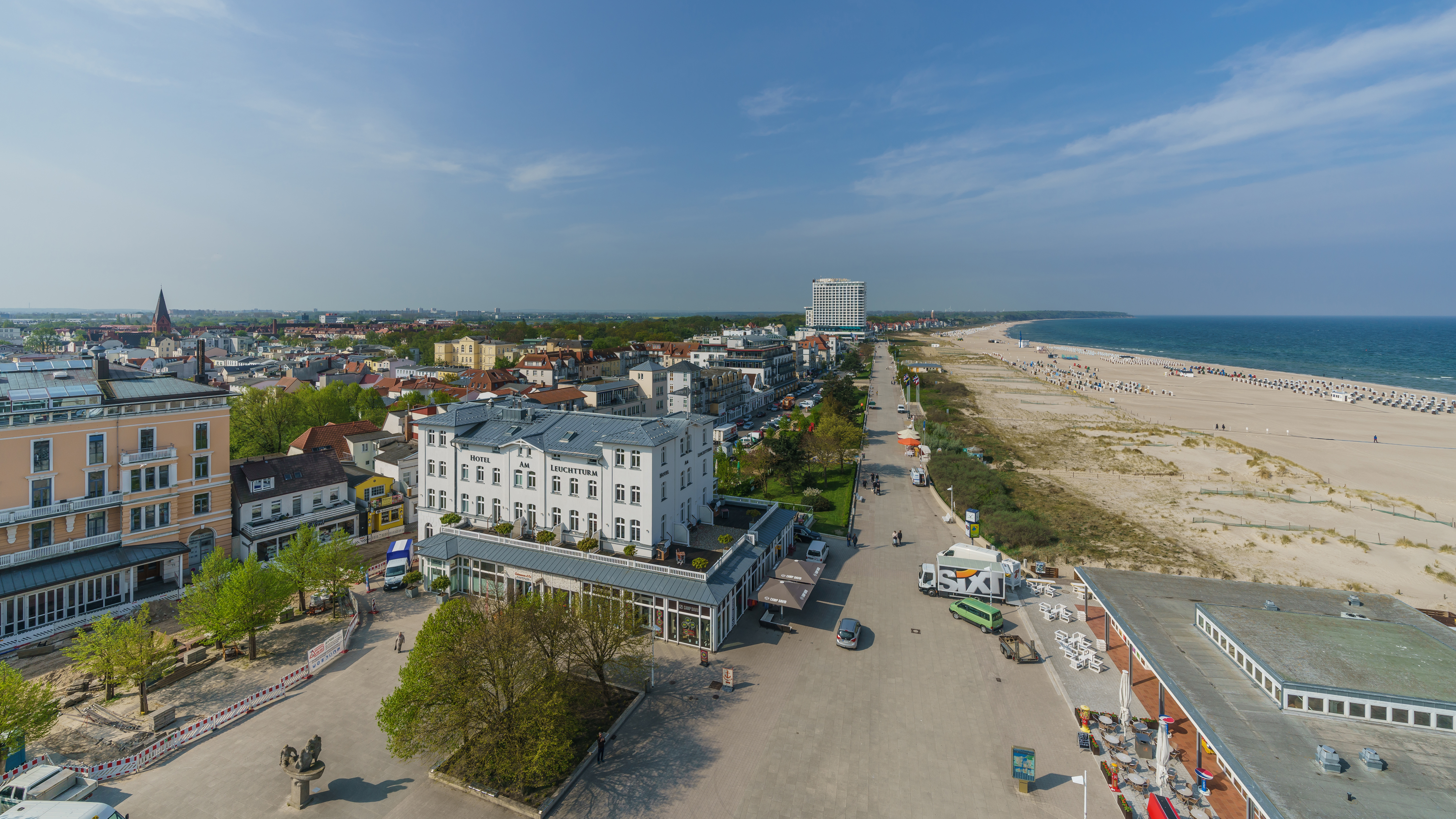
바르네뮌데의 해변

바르네뮌데(독일어: Warnemünde)는 독일 메클렌부르크포어포메른주 로스토크에 위치한 휴양지로 면적은 5.57km2, 인구는 8,441명이다. 바르네뮌데는 독일어로 "바르노프강 어귀"를 뜻한다.
발트해 연안과 접하고 있는 휴양지이며 세계에서 유람선 통행이 많은 항만 가운데 하나로 여겨진다. 1200년경에 형성된 작은 어촌이었지만 경제적, 문화적 발전을 이룩했다. 1323년 발트해와 로스토크를 연결하는 교통을 지키기 위한 차원에서 자치권을 상실했다. 19세기까지는 바다 휴양지로 성장했다.
바르네뮌데는 해상 교통을 중심으로 발전했다. 바르네뮌데 해안 인근에는 1897년에 건설되어 현재까지 사용되고 있는 등대가 들어서 있다. 그 외에 동독 시대에 건설된 건축물인 테포트 바르네뮌데(Teepott Warnemünde, 테포트(Teepott)는 독일어로 "찻주전자"라는 뜻)가 들어서 있다. 길이가 3km 이상에 달하는 바르네뮌데의 모래사장은 독일의 발트 해 연안에 위치한 모래사장 중에서 가장 긴 모래사장이다.

## 사진

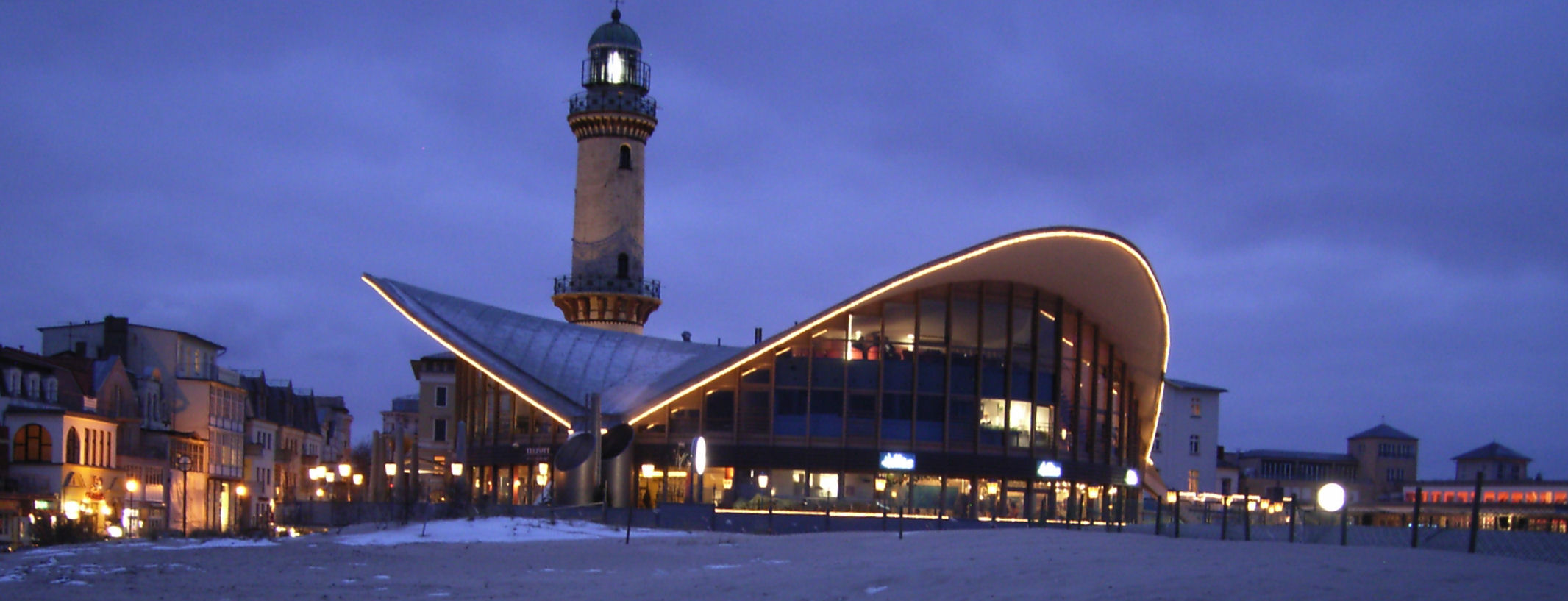
바르네뮌데의 등대와 테포트(Teepott)
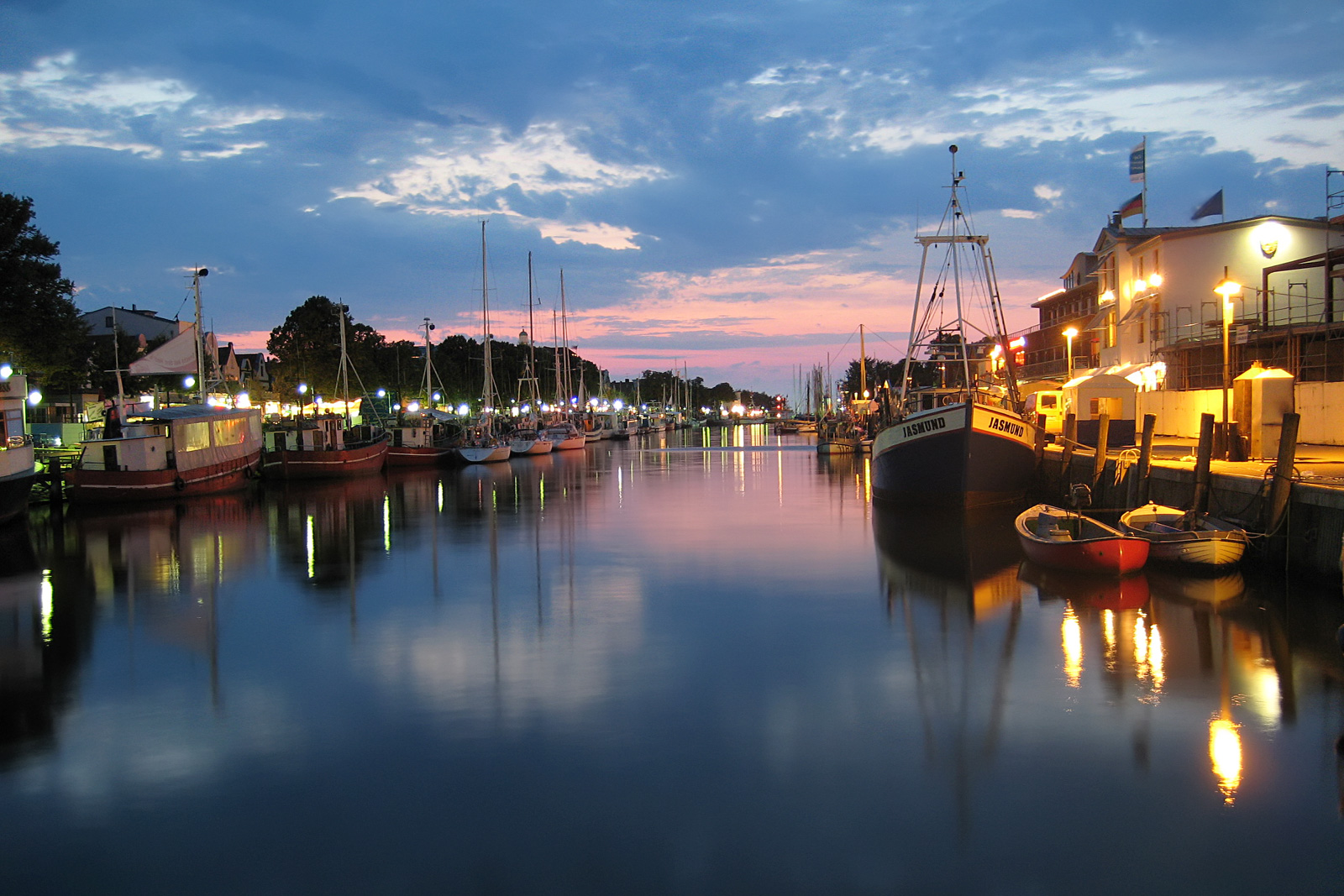
바르네뮌데의 알터슈트롬(Alter Strom) 운하
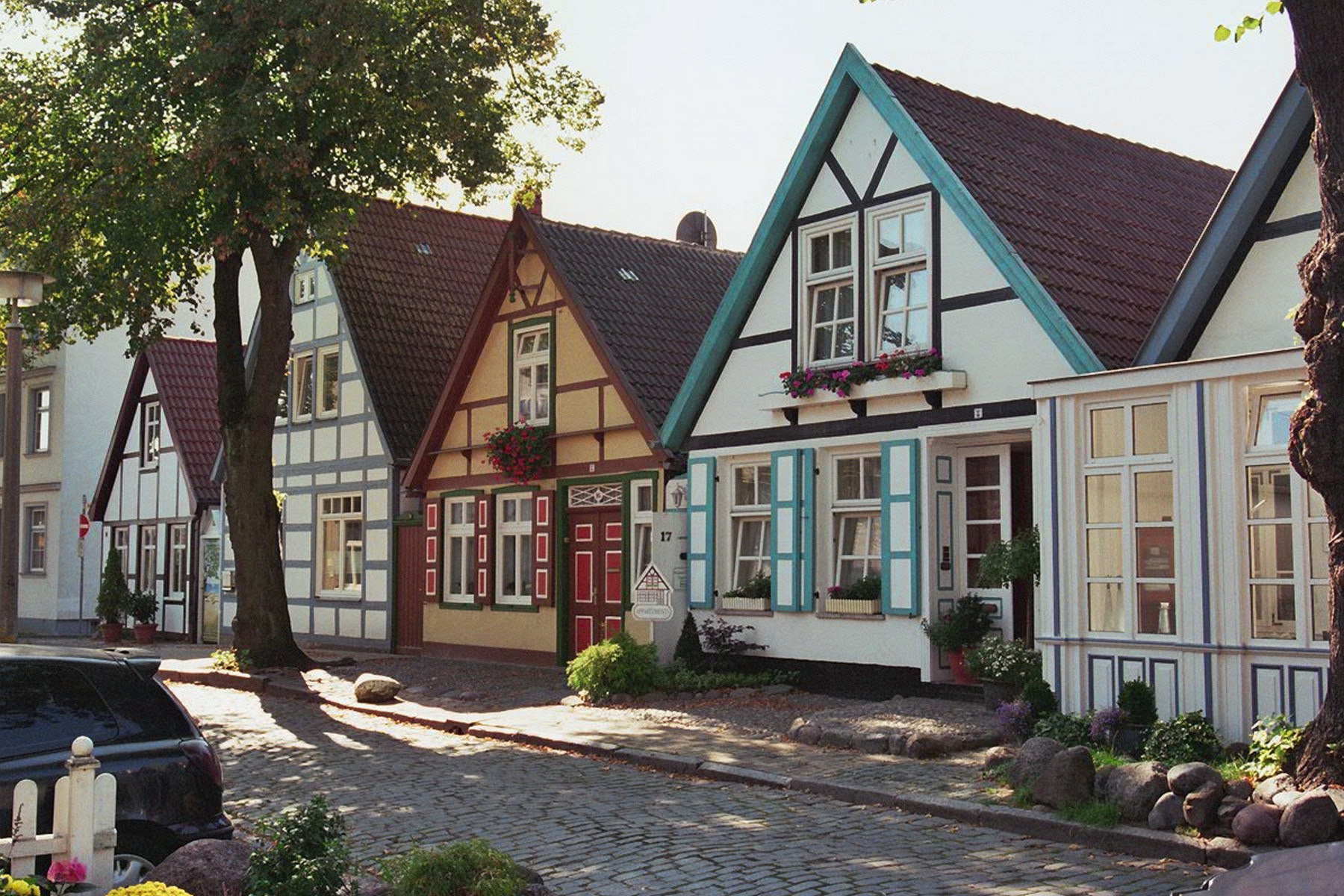
바르네뮌데 구 시가지